# كاتسيوكي هيرانو
كاتسيوكي هيرانو (باليابانية: 平野勝之؛ بالكانا: ひらの かつゆき) هو كاتب سيناريو ومخرج ياباني، ولد في 1964 في هاماماتسو في اليابان.

## وصلات خارجية
- كاتسيوكي هيرانو على موقع IMDb (الإنجليزية)
- كاتسيوكي هيرانو على موقع كينوبويسك (الروسية)